# Emmy Haesele
Emmy Haesele (* 8. Juli 1894 in Mödling bei Wien; † 20. November 1987 in Bad Leonfelden im Mühlviertel) war eine österreichische Grafikerin und Malerin.

## Leben
Emmy Haesele kam als zweites von vier Kindern zur Welt: einem älteren Bruder Rudolf, der 1922 bei einem Wettersturz im Dachsteingebiet zu Tode kam; einem jüngeren Bruder und der jüngeren Schwester Marie. Sie wuchsen in großbürgerlichen Verhältnissen auf. Ihr Vater, Dr. Leon Göhring, betrieb in den Heumühlgasse 3 in Wien eine Arztpraxis (zugleich Wohnung der Familie).  Emmy besuchte ein Lyzeum. Sie wurde vom Zeichenunterricht befreit, erhielt aber Geigenunterricht und wurde mit ihren Geschwistern von einer französischen Gouvernante in der französischen Sprache unterrichtet. Sie galt als schwieriges, verstocktes und von Alpträumen geplagtes Kind. Das Jahr 1910/11 verbrachte sie in einem Pensionat in Weimar. Vor dem Ersten Weltkrieg kam es zu einer pubertären Rebellion: kurzer Haarschnitt, Motorradfahren, extremes Bergsteigen, Skifahren und Eislaufen. Mit ihrer Schwester Marie gelang ihr die Erstbesteigung der Kleinen Bischofsmütze mit einer Damenmannschaft.
1916 heiratete sie ihren Jugendfreund, den Arzt Dr. Hans Haesele. Haesele wurde im Ersten Weltkrieg nach Ostungarn abkommandiert, ließ aber seine Frau an die Front nachkommen. Sie selbst arbeitete als Rot-Kreuz-Schwester in einem Lazarett. Der Sohn Heinz wurde 1917 geboren, 1918 folgte die Geburt der Tochter Lieselotte (Mesi) in Wien.
Haesele wurde 1919 Sprengelarzt in Unken. Die Familie bekam das sog. Doktorhaus mitsamt einer kleinen Landwirtschaft von der Gemeinde zugewiesen.
Das Ehepaar war kulturell interessiert: 1927 reiste Emmy Haesele mit der Cousine ihres Mannes nach Paris, man besuchte die Salzburger Festspiele. Zweimal in den zwanziger Jahren fuhren sie nach Darmstadt zur „Schule der Weisheit“ von Hermann Graf Keyserling und hörten dort Vorträge von  C. G. Jung, Hans Prinzhorn, Max Scheler und Johannes von den Driesch. Hier entstand auch der Kontakt zu dem Maler Oskar A. H. Schmitz, erste Zeichnungen von Emmy Haesele wurden durch diese Begegnung angeregt.

## Die Beziehung zu Alfred Kubin
1930 schlug Schmitz vor, einige ihrer Blätter an den Mann seiner Schwester Hedwig, den bereits arrivierten Künstler Alfred Kubin, nach Zwickledt zu senden. Im Dezember 1931 starb Schmitz plötzlich, die Haeseles nahmen sich der verwitweten Emeline Schmitz an. Über sie wurde der Kontakt zu Alfred Kubin wieder aufgenommen. 1932 folgte ein anerkennender Brief aus Zwickledt von Hedwig Kubin, die für ihren Mann den Schriftwechsel führte. Am 20. Mai fuhr das Ehepaar mit Emeline Schmitz nach Zwickledt. Das war der Beginn eines intensiven, zuerst auf Fragen der Kunst bezogenen Austausches. Anfang August 1933 kamen Alfred und Hedwig Kubin zur Sommerfrische nach Unken. Aus den späteren Briefen geht hervor, dass es der 19. August 1933 war, an dem die Liebesbeziehung zwischen Emmy Haesele und Alfred Kubin begann und die von Seiten Kubins bis 1936 dauerte.
Bekannt sind die gegenseitigen Bezeichnungen, mit denen die Liebesbriefe unterzeichnet wurden: du mein „Zwillings-Urweib“ (ZUW), ich dein „Zwillings-Urmann“ (ZUM). Auch die Anspielungen auf Hengst Ali (zusammengesetzt aus den Vornamen Kubins: Alfred Leopold Isidor) und Stute Fatima sind bezeichnend, wenn auch nicht gerade originell, denn Kubin hatte diese Begriffe auch schon bei früheren Liebschaften verwendet. Für Alfred Kubin war dies nicht die erste und auch nicht die letzte Affäre, Frauen waren vielmehr Anstoß für seine Schaffenskraft. Seine Frau Hedwig wusste in der Regel darüber Bescheid, allerdings hat es sie schon getroffen, dass er auch eine Liebschaft mit ihrer Schwester, Tilly Spier, oder der Frau des eben verstorbenen Schwagers, Emeline Schmitz, hatte. Von ihm selbst stammte der Spruch, er habe die Mägde zur Abtreibung nach Passau geschickt. Auch Hans Haesele fügte sich in die Situation ein und tolerierte das Liebestreiben der beiden. Nur die beiden Kinder entfremdeten sich dadurch ihrer Mutter. Emmy Haesele reiste in den folgenden Jahren mehrmals für längere Zeit nach Zwickledt, Hedwig verließ bei diesen Besuchen ihr Haus und begab sich zu ihrer Schwester nach Schärding. Ebenso folgten gemeinsame Urlaubsreisen mit Kubin, zumeist in die Tschechoslowakei.
Politisch war diese Zeit vom Aufkommen des Nationalsozialismus in Österreich bestimmt. Als nach einem Handgranatenüberfall durch Nationalsozialisten auf Christliche Wehrturner die NSDAP in Österreich verboten wurde, wurden viele zu sogenannten Illegalen, auch Hans Haesele gehört dazu. Der Sohn Heinz blieb davon auch nicht unberührt, vielleicht der Grund, dass er sich später freiwillig zur Wehrmacht in einen Krieg meldete, aus dem er nicht mehr zurückkam. Auf einer der Reisen von Emmy und Kubin kam es zu einem unliebsamen Zwischenfall an der Grenzstation Haidmühle. Dort fand ein nationalsozialistischer Aufruhr mit Geschrei und Gesang statt und Emmy Haesele schien dies mit Zustimmung verfolgt zu haben. Kubin war darüber entsetzt (seine Frau Hedwig war bekanntlich eine „Halbjüdin“, was in der späteren NS-Zeit zu persönlichen Bedrohungen führte, die aber Ernst August Freiherr von Mandelsloh als Leiter der Reichskammer der bildenden Künste Oberdonau letztlich verhinderte). Zumindest aus Sicht Kubins war dies der Anfang des Endes der Beziehung. Als Emmy Haesele Anfang Februar 1936 wieder nach Zwickledt kam, wies ihr Kubin mehr oder weniger die Tür („Pack Deine Koffer!“). Ein Großteil des Schriftwechsels und der Bilder von Kubin kamen an Kurt Otte nach Hamburg, der die Unterlagen kriegssicher verstaute.
Durch diese Ablehnung getroffen, konnte Haesele dennoch noch jahrelang nicht von Kubin lassen. Nicht nur einmal reiste sie nach Zwickledt, umkreiste das Haus, legte Geschenke hin, schrieb Briefe. Auf einem Schleichweg kam es sogar zu einer persönlichen Begegnung, bei der Kubin nur den Gruß „Pfitigott“ für sie fand. Eine Zeit lang antwortete er noch auf ihre Briefe, aber nur in Bezug auf maltechnische Fragen. Als Hedwig Kubin am 15. August 1948 starb, keimte neue Hoffnung auf eine Beziehung auf. In das Haus Kubins wurde sie aber von der Haushälterin Cilli Lindinger nicht eingelassen.

## Weiteres Leben
Am 12. Mai 1938 beantragte sie die Aufnahme in die NSDAP und wurde rückwirkend zum 1. Mai desselben Jahres aufgenommen (Mitgliedsnummer 6.238.410).
Im Oktober 1943 meldete sich Emily freiwillig zum Kriegsdienst und ließ sich zur Flakwaffenhelferin ausbilden und wurde in der Nähe von Münster eingesetzt. Ab dem 1. Oktober 1944 war sie wieder in Unken, um ihre Tochter, deren Ehemann im Krieg gefallen war, familiär zu unterstützen.  Hans Haesele war im Krieg auf den Balkan eingesetzt,  wurde seit 1944 vermisst und kam nicht mehr zurück. Emmy ließ ihn 1948 für tot erklären und erhielt dadurch eine  Kriegerwitwenrente.
Nach dem Kriegsende musste sie aufgrund einer Denunziation wegen unerlaubten Waffenbesitzes 1945 für ein Jahr in Haft nach Salzburg, auch ihre Tochter wurde wegen Mitwisserschaft zu einem halben Jahr Gefängnis verurteilt. In  Unken wurde sie zwangsgeräumt und musste das „Doktorhaus“ verlassen. Als sie am 21. März 1946 freikam, stand sie vor dem Nichts. Sie fand mit ihrem sechsjährigen Enkel bis zum September hoch über Unken Unterschlupf im sogenannten Ematergütl.
1948 zog sie zu ihrer Schwester Marie Zelenka nach Bad Aussee. Hier blieb sie mit ihrem Enkelsohn bis 1956.
Am Ostersonntag 1950 entschied sie sich, die aus einer protestantischen Familie stammte, zum katholischen Glauben überzutreten. Für sie verband sich damit die Hoffnung, endgültig von Kubin loszukommen. Auch wollte sie ihre angebliche Mitschuld am Tod ihres Mannes und ihres Sohnes damit lösen. Getauft wurde sie an Weihnachten von Pfarrer Samhaber in Wernstein am Inn.
1956 übersiedelte Emily nach Wien in ihre elterliche Wohnung, wo sie ihre pflegebedürftige Mutter bis zu deren Tod 1963 betreute.
Am 20. August 1959 starb Alfred Kubin. An seinem Begräbnis nahm sie nicht teil. Erst 1962 betrat sie auf Vermittlung von Pfarrer Samhaber wieder das Haus Kubins, diesmal wurde sie von der Haushälterin Cilli freundlich aufgenommen. Der Besuch wiederholte sich 1969 nochmals.
1968 wurde sie in den Berufsverband der bildenden Künstler aufgenommen.
1979 erlitt sie einen Unfall mit Oberschenkelbruch und Trümmerbruch der rechten Hand, das bedeutete das Ende des Zeichnens für Emmy Haesele. Sie entschloss sich mit 85 Jahren, zu ihrer Tochter Mesi († 2008) nach Bad Leonfelden zu ziehen. In den letzten Jahren suchte der Salzburger Galerist Ferdinand Altnöder Emmy Haeseles Bekanntschaft. Er wurde Nachlassverwalter ihres bildnerischen Werkes.
Eines Tages stolperte sie über eine ihrer Katzen und fiel so unglücklich, dass sie in das Krankenhaus nach Linz gebracht werden musste. Hier starb die 93-Jährige an den Folgen des Unfalls. Sie wurde in Bad Leonfelden begraben.
2021 übernahm die Galerie Lehner die Nachlassbetreuung des Werkes Emmy Haeseles.

## Künstlerische Entwicklung
Emmy Haesele begann um 1931 intensiv zu zeichnen. Sie begann mit mittleren und kleinen Formaten, arbeitete mit Buntstift und Kreide. Die Themen waren ihrer Kindheit entnommen: Unterwasserwesen, wandernde Fische zwischen hohen Mauern, undinenhafte Frauengestalten, aber auch Feuersbrünste und Schlangen als Sinnbild von Bedrohung und Verführung. Dann kam die Phase, in der sie quasi eine Schülerin Kubins wurde, von ihm lernte und seine Anerkennung genoss.
Nach der Trennung von Kubin kam es zu einer fieberhaften Schaffensphase. Auch wenn sie selbst das nicht so sah, war sie doch in Thematik und Gestaltung von Kubin beeinflusst. Sie erreichte aber mit ihren aquarellierten Tuschzeichnungen oder mit den  Kombinationen Feder und  Aquarell oder Feder und Buntstift neue Ausdrucksformen, die Kubin nicht kannte oder verwendete.
Die von ihr gestalteten Themen sind bedrückend: Katastrophen, Erdbeben, Schiffbrüchige, Raubfische, „Frau Sorge“, beinlose oder einbeinige Krüppel ... Seiltänzer- und Harlekinfiguren.
Über lange Perioden konnte sie nur sehr eingeschränkt arbeiten, der Alltag brachte zu viele Aufgaben mit sich. Kontinuierliche Schaffensperioden ergaben sich in Bad Aussee und nach dem Tod ihrer Mutter in Wien.

## Ausstellungen
- 1948: Erste Vernissage in Linz in der kleinen Bücherei der Neuen Galerie mit 32 Bildern, veranstaltet von Wolfgang Gurlitt[4]
- 1951: Haesele Ausstellung im Universalmuseum Joanneum in Graz, veranstaltet von Walter Gurlitt
- 1961: Ausstellungen Wien (u. a. in der Galerie von Ernst Fuchs), Feldkirchen, Salzburg, Schweden
- 1987: mit Hans Franta, Galerie Altnöder, Salzburg
- 1987: Kammerhofmuseum, Bad Aussee
- 1989: Galerie Altnöder, Salzburg
- 1989: Heimatmuseum Bürgerspital, Leonfelden
- 1989: Um Kubin, Galerie Weidan, Schärding
- 1990: St. Anna-Kapelle, Passau
- 1993: NÖ Dokumentationszentrum für Moderne Kunst, St. Pölten
- 1994: Galerie Lehner, Linz[5]
- 1994: Salzburg Museum Carolino Augusteum, Salzburg
- 1995: mit Alfred Kubin, Fritz von Herzmanovsky-Orlando: Götter, Menschen, Träume, Galerie ETCETERA, München
- 1995: Auf Papier I, Gruppenausstellung, Galerie Altnöder, Salzburg
- 1995: Raiffeisenkasse Unken
- 1997: Galerie Lehner, Linz
- 1998: Schloss Zwickledt (Kubin-Haus)
- 2002: mit Margret Bilger, Fritz von Herzmanovsky-Orlando, Galerie Altnöder, Salzburg
- 2005: Alfred Kubin und sein Freundeskreis, Galerie Altnöder, Salzburg
- 2010: Alfred Kubin und die Künstlerinnen Emmy Haesele, Clara Siewert und Margret Bilger. Nordico – Museum der Stadt Linz
- 2021: Die gezeichnete Welt der Emmy Haesele – Lentos Kunstmuseum Linz[6]